# Абдуллах аль-Джухани
Абдулла́х аль-Джу́хани (род. 1975, Медина, Саудовская Аравия) — саудовский чтец Корана. 

## Биография
Абдуллах аль-Джухани родился в 1975 году в Медине, Саудовская Аравия.
В раннем возрасте он выучил Коран наизусть в мечети аль-Ашраф в Медине. В возрасте шестнадцати лет он неоднократно занимал первое место на международных конкурсах по изучению Корана, проводившихся в Мекке. Затем он закончил учёбу в Исламском университете Медины, где получил степень бакалавра в Колледже Корана. После этого он перешел в Университет Умм аль-Курра в Мекке в качестве ассистента преподавателя в колледже давата и основ религии на факультете книг и Сунны, где в 2008 году получил степень магистра в области толкования Священного Корана. Позже, в 2011 году, он получил докторскую степень. Он был одним из самых молодых людей, получивших степень доктора философии в университете Умм аль-Курра. 
Шейх Джухани руководил молитвами мусульман в мечети аль-Киблатайн. Когда ему был 21 год, он два раза подряд совершал намаз в мечети Пророка. Он также был назначен членом педагогического колледжа в Медине, после чего в течение четырёх лет руководил молитвами мусульман в мечети аль-Куба. 
После этого ему было поручено руководить молитвами таравих во время месяца Рамадан в мечети аль-Харам в 2004 и 2005 годах вместе с Махером аль-Муайкли. Его первым намазом в мечети аль-Харам был намаз Зухр. Его первым намазом Джахри (вслух) была молитва Иша. Его первый намаз Таравих был совершен 1-го числа месяца Рамадана 2004 года. С тех пор он был имамом в мечети аль-Харам, а в 2016 году он был назначен хатибом, который проводит хутбу. Он возглавлял мечети аль-Харам, масджид ан-Набави, мечеть Куба, мечеть аль-Киблатайн и мечеть Джин. 
Многие известные чтецы мира высоко оценили то, как он читает Коран. Среди этих чтецов — Зайят, шейх Ибрагим аль-Ахдар, шейх Али аль-Худайфи и шейх Мухаммад Айюб.